# Raceoptøjerne i Tulsa 1921
Raceoptøjerne i Tulsa 1921, også kaldet the Greenwood Massacre og Black Wall Street Massacre var et omfattende racemotiveret angreb udført af hvide amerikanere mod sorte amerikanere og forretninger og virksomheder ejet af sorte i kvarteret Greenwood i byen Tulsa i Oklahoma. Angrebet varede 16 timer og blev indledt den 31. maj 1921. Angrebet er kaldt det værste tilfælde af racistisk motiveret vold i USA's historie.
Angrebet der blev udført både fra gaderne og ved et luftangreb med private fly ødelagde omkring 35 boligblokke i kvarteret, der på daværende tidspunkt var det rigeste afroamerikanske samfund i USA og var kendt som "Black Wall Street".
Mere end 800 personer blev sendt på hospitaler og mere end 6.000 sorte borgere blev interneret, mange i dagevis. Oklahoma Statiske Bureau rapporterede det officielle dødstal til 36 døde, men det amerikanske Røde Kors afviste af give et estimat over antallet af døde. En senere nedsat kommission om hændelserne kunne i 2001 bekræfte 39 dræbte (26 sorte og 13 hvide) baseret på de oprindelige dødsattester m.v.:114  Kommissionen anslog at mellem 75 og 300 mennesker omkom ved angrebet og urolighederne i forbindelse hermed.:13 :23  Omkring 10.000 sorte blev hjemløse ved angrebet.